# Ciringa
Ciringa is een plaats in Slovenië en maakt deel uit van de gemeente Kungota in de NUTS-3-regio Podravska. De plaats telde 85 inwoners in 2014.